# Puccinia melicae
Puccinia melicae är en svampart som först beskrevs av Erikss., och fick sitt nu gällande namn av P. Syd. & Syd. 1903. Puccinia melicae ingår i släktet Puccinia och familjen Pucciniaceae.   Inga underarter finns listade i Catalogue of Life.